# 卡尔斯鲁厄氚中微子实验

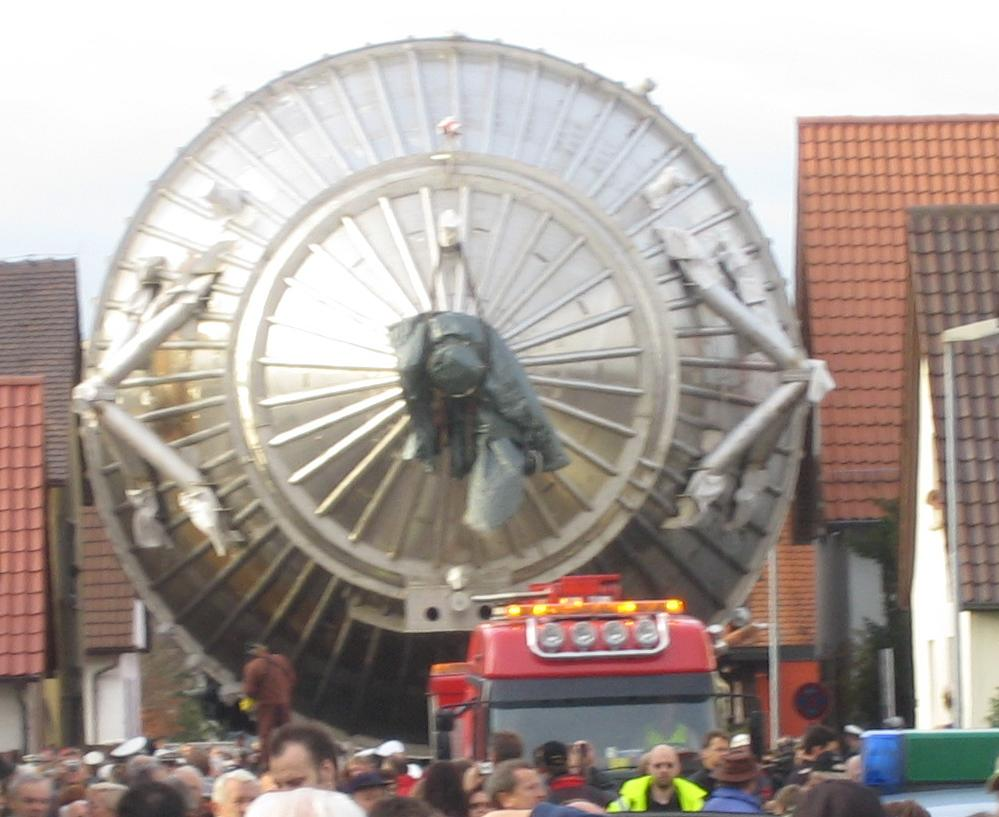
将主能谱仪运送至卡尔斯鲁厄理工学院时的照片

卡尔斯鲁厄氚中微子实验（英语：Karlsruhe Tritium Neutrino Experiment，简称KATRIN）是一项通过观测氚的β衰变发射的电子能谱，以亚电子伏特精度测量反电中微子质量的实验。实验设施位于德国巴登-符腾堡州卡尔斯鲁厄，由卡尔斯鲁厄理工学院主导。
2022年2月，KATRIN实验组宣布，在90%置信水平下测得的反电中微子质量上限为0.8 eV。

## 建设过程

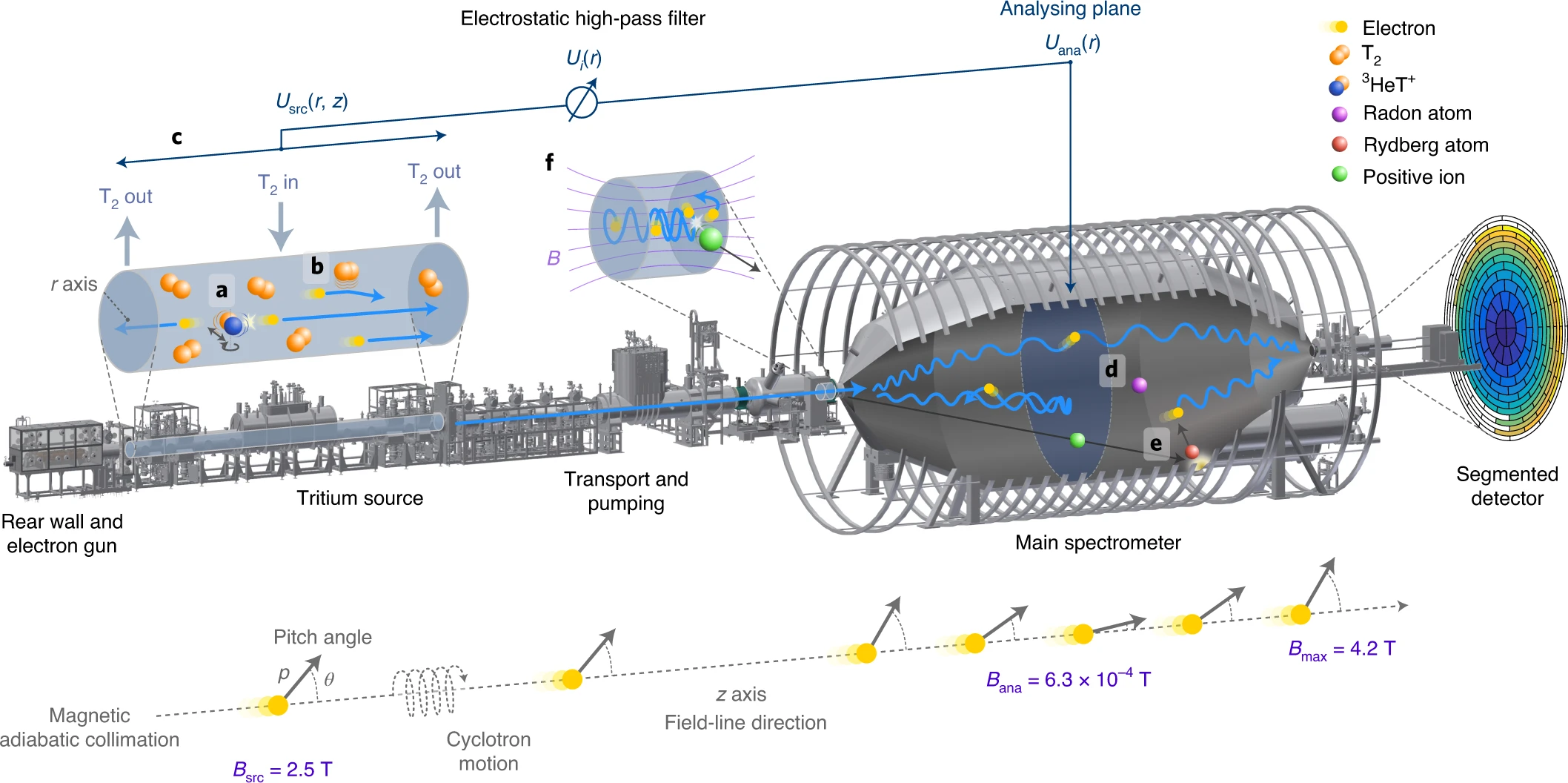
KATRIN光束线及其主要部件的示意图

KATRIN的主能谱仪由MAN DWE GmbH公司于德国代根多夫建造。该建造地点距KATRIN的预计建设地卡尔斯鲁厄约350千米远。受限于主能谱仪的大小，它无法通过距离较近的陆路运输，而是只能通过在海上绕一大圈的方法运送到卡尔斯鲁厄。2006年，主能谱仪通过船只经多瑙河被运至黑海，在途经地中海和大西洋后，从莱茵河重新进入德国境内。在经过约8600千米的海路运输后，主能谱仪从埃根施泰因-莱奥波尔茨港出发，经由仅7公里长的陆路于2006年11月29日被成功运输到了卡尔斯鲁厄。
2015年，主能谱仪在KATRIN实验场地内完成了调试。KATRIN于2016年10月开始运行测试。在经历了近2年的测试运行后，落成典礼于2018年6月11日举行。当时预计的实验持续时间为5年。第一次具有科研意义的观测于2019年4月10日进行。

## 原理

氚的β衰变发射的电子能谱
图中显示了中微子质量上限处于不同情况下的能谱。这些能谱仅在末端附近的范围内有所不同，与横坐标的交点取决于中微子质量。KATRIN实验通过高精度测量末端周围的能谱以决定中微子质量上限。

氚的β衰变是能量最低的β衰变之一，在该过程中释放出的电子和中微子仅能持有总和为18.6 keV的能量。KATRIN实验旨在产生一个非常精确的电子发射光谱，其能量非常接近于总能量（只有数eV的差别）。这意味着，中微子携带的能量将非常小。如果中微子是无质量粒子，则中微子可以携带的能量没有下限，因此电子能谱可以一直延伸到18.6 keV的极限。然而，如果中微子具有质量，根据质能等价，它必须总是带走至少相当于其质量的能量。这将导致电子能谱的末端必须低于总能量极限，与中微子是无质量粒子的情况相比具有不同的形状。
在绝大多数β衰变过程中，电子和中微子带走的能量大致相等。然而，KATRIN实验感兴趣的事件非常罕见，其中电子几乎带走了所有的能量。这种罕见的事件基本只会在1万亿次事件中出现1次。为了使探测器在不需要观测巨量的β衰变事件的前提下过滤掉常见事件，电子在KATRIN实验中需要通过一个比总能量限制低几eV的电势，使得所有低于该阈值的电子不会进入观测区域内。

## 实验结果
与KATRIN首个实验结果相关的论文于2019年12月发表在物理评论快报上。实验组通过2019年4月10日至5月13日进行的实验结果，得出在90%置信水平下反电中微子的质量上限为1.1 eV的结论。
2022年2月，KATRIN实验组更新了结论，认为在90%置信水平下测得的反电中微子质量上限为0.8 eV。